# 浙江大学建筑设计研究院

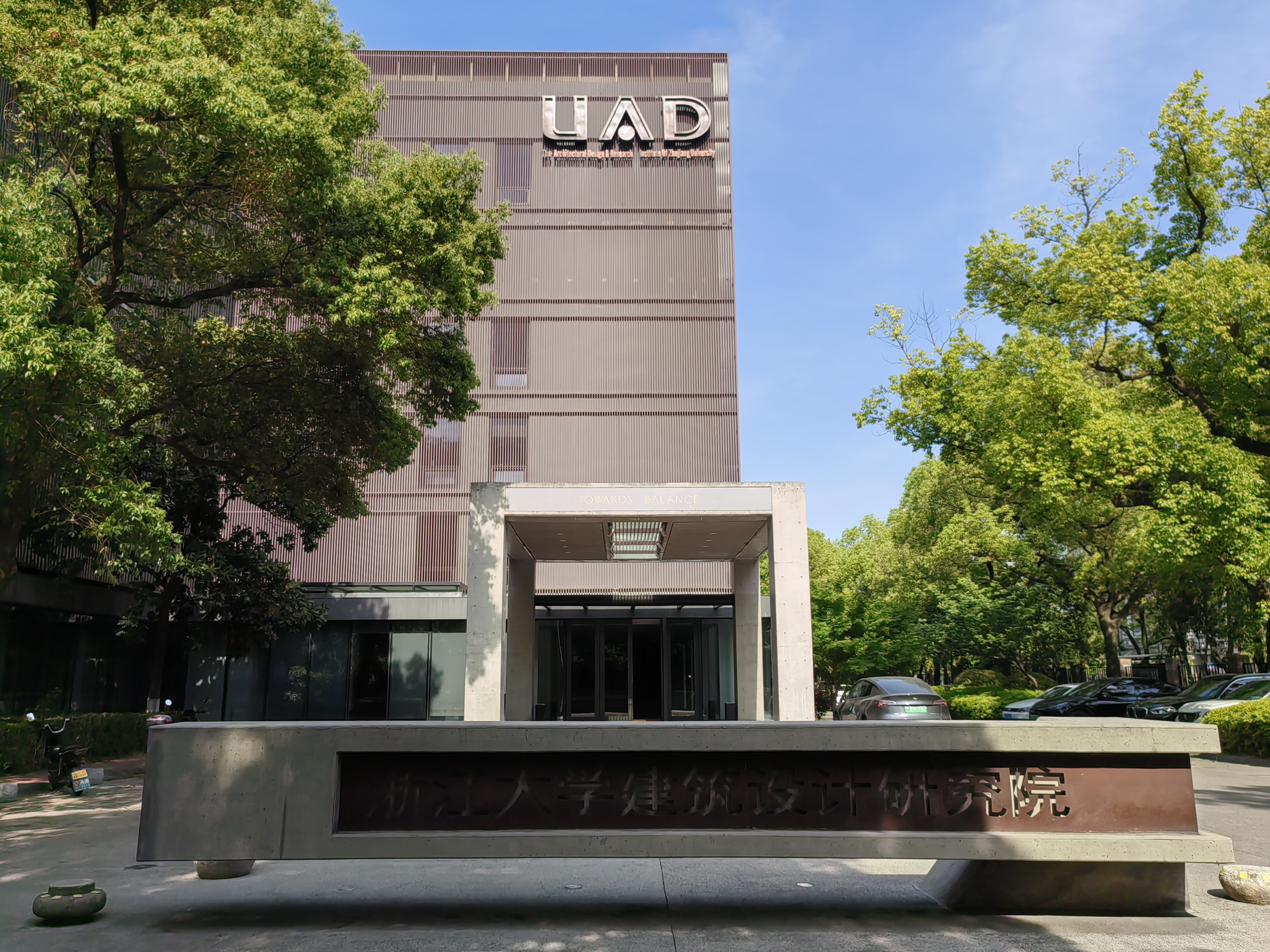
浙江大學建築設計研究院

浙江大学建筑设计研究院是浙江大学的一个直属单位，始建于1953年，是中国高校中最早成立的甲级设计研究院之一。

## 历史
2011年研究院被认定为国家高新技术企业。
2014年研究院与浙江大学建筑工程学院联合成立“协同创新研究中心”。

## 简介
目前研究院执有的甲级证书包括国家建筑工程设计（含建筑装饰设计和幕墙设计）、建筑工程咨询、施工图审查、建筑智能化系统工程设计、工程勘察（岩土工程）和市政公用（风景园林、道路、桥隧）；执有的乙级证书有公路行业（公路）、市政公用（给水、环境卫生、排水）、文物保护工程勘察设计和文物保护规划、工程造价咨询。

## 业务范围
- 高层大型办公、宾馆、商业综合体、行政办公楼
- 校园规划与设计
- 影剧院、图书馆、博物馆等文化建筑
- 居住区规划与设计
- 体育建筑
- 医院建筑[1]

## 主要设计项目
- 浙江大学国际联合学院，位于海宁
- 合肥一中东校区，即瑶海校区，2022年建成
- 绍兴大禹纪念馆，2020年建成
- 绍兴棒垒球体育文化中心（杭州亚运会新建面积最大的场馆、中国最大的棒垒球运动中心）
- 杭州市第一人民医院桐庐医院
- 杭州太平金融大厦（与美国SmithGroup联合设计）
- 杭电绍兴校区，集成电路产教融合基地，预计2025年9月开学